# Zygaena filipendulae
Zygaena filipendulae е вид насекомо на разред Пеперуди. Разпространени са в цяла Европа. Поради пъстрите си крила в България се наричат още Циганка или Зигена.
Зигената е дневна пеперуда с размах на крилата 3 – 3,8 cm. Тялото е тъмно, а крилата са тъмносини до металикаво зелени. На всяко от предните крила има по шест червени точки. Задните крила са червени с тъмен кант.
Пеперудата се храни с нектар основно от растението обикновен звездан (Lotus corniculatus).

## Подвидове
Открити са 25 подвида:
- Z. f. altapyrenaica le Charles, 1950
- Z. f. arctica Schneider, 1880
- Z. f. balcanirosea Holik, 1943
- Z. f. campaniae Rebel, 1901
- Z. f. duponcheli Verity, 1921
- Z. f. filipendulae Linnaeus, 1758
- Z. f. gemella Marten, 1956
- Z. f. gemina Burgeff, 1914
- Z. f. gigantea Rocci, 1913
- Z. f. himmighofeni Burgeff, 1926
- Z. f. liguris Rocci, 1925
- Z. f. maior Esper, 1794
- Z. f. mannii Herrich-Schäffer, 1852
- Z. f. noacki Reiss, 1962
- Z. f. oberthueriana Burgeff, 1926
- Z. f. polygalae Esper, 1783
- Z. f. praeochsenheimeri Verity, 1939
- Z. f. pulcherrima Verity, 1921
- Z. f. pulcherrimastoechadis Verity, 1921
- Z. f. pyrenes Verity, 1921
- Z. f. seeboldi Oberthür, 1910
- Z. f. siciliensis Verity, 1917
- Z. f. stephensi Dupont, 1900
- Z. f. stoechadis M.B. Borkhausen, 1793
- Z. f. zarana Burgeff, 1926